# Mantella expectata
Mantella expectata Busse & Böhme, 1992 è una rana della famiglia Mantellidae, endemica del Madagascar.

## Descrizione

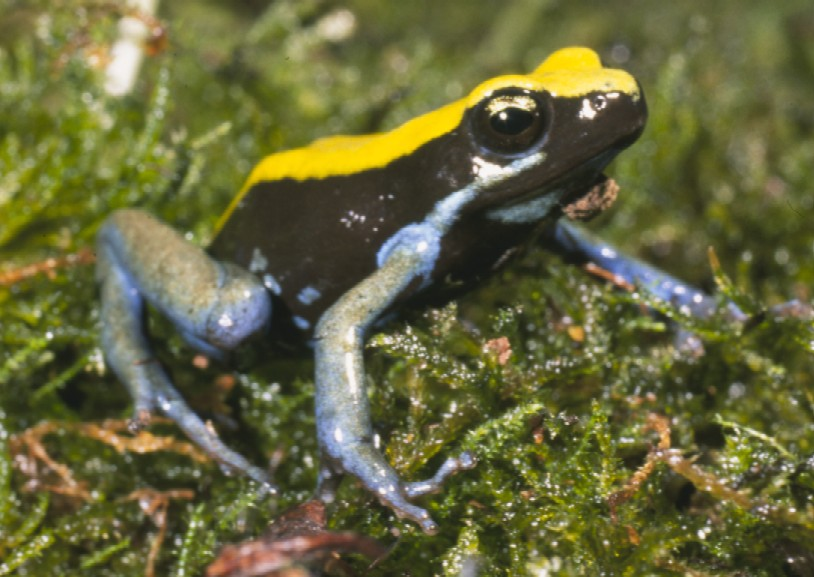
Adulto

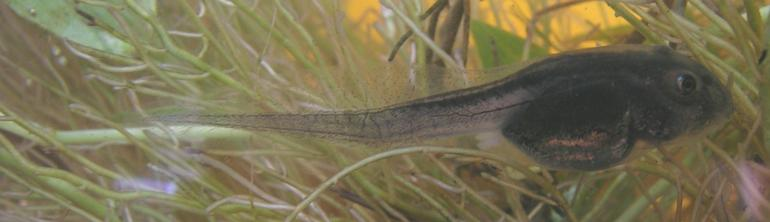
Girino

Sono rane di piccole dimensioni, lunghe 20–26 mm, che raggiungono un peso 1-3 g. I maschi sono leggermente più piccoli delle femmine e si riconoscono agevolmente per la presenza di una macchia blu a forma di ferro di cavallo sulla gola

Il dorso è di colore giallo, le zampe sono grigio-bluastre, talora macchiate di bruno e i fianchi neri, con una netta demarcazione tra la colorazione del dorso e quella di fianchi. Il ventre è nero con macchie bluastre.
I girini, lunghi 3–5 mm, hanno una livrea di colore grigio-scuro.

## Biologia
Si riproduce all'interno di raccolte d'acqua temporanee che si formano nelle cavità della roccia.

## Distribuzione e habitat
Questa specie ha un areale ristretto ad una piccola area (meno di 100 km²) del Madagascar sud-occidentale, nella zona del Massiccio dell'Isalo, ad una altitudine tra i 700 e i 1.000 m s.l.m.

## Conservazione
Per la ristrettezza del suo areale Mantella expectata è classificata dalla IUCN Red List come in specie in pericolo critico di estinzione.